# Voleibol platja als Jocs Olímpics d'estiu de 2016
Als Jocs Olímpics d'Estiu de 2016, realitzats a la ciutat de Rio de Janeiro (Brasil), es disputaran dues proves de voleibol de platja, una en categoria masculina i una altra en categoria femenina.
Les proves es realitzaran entre els dies 6 i 18 d'agost de 2016 a la platja de Copacabana.

## Resum de medalles
| Prova                       | Or                                         | Plata                                    | Bronze                                           |
| Categoria masculina Detalls | BrasilAlison Cerutti · Bruno Oscar Schmidt | ItàliaDaniele Lupo · Paolo Nicolai       | Països BaixosAlexander Brouwer · Robert Meeuwsen |
| Categoria femenina Detalls  | AlemanyaLaura Ludwig · Kira Walkenhorst    | BrasilÁgatha Bednarczuk · Bárbara Seixas | Estats UnitsApril Ross · Kerri Walsh Jennings    |

## Medaller
| Posició | País          | Or | Plata | Bronze | Total |
| 1       | Brasil        | 1  | 1     | 0      | 2     |
| 2       | Alemanya      | 1  | 0     | 0      | 1     |
| 3       | Itàlia        | 0  | 1     | 0      | 1     |
| 4       | Estats Units  | 0  | 0     | 1      | 1     |
| 4       | Països Baixos | 0  | 0     | 1      | 1     |
| Total   | Total         | 2  | 2     | 2      | 6     |